# Volvo 66
La Volvo 66 è un modello della casa automobilistica svedese Volvo prodotto dal 1975 al 1980 e derivato dalla DAF 66, successivamente all'acquisizione del comparto automobili dell'olandese DAF.

## Il contesto
Il progetto della 66 nasce dalla matita del designer Giovanni Michelotti agli inizi degli anni settanta, sotto il marchio DAF come naturale evoluzione del modello DAF 44. 
A metà anni '70 la Volvo convertì sotto il nuovo marchio la 66, come prima gamma di vetture appartenenti al segmento "piccole", facendole sfoggiare una nuova calandra con la classica barra obliqua e il monogramma del marchio. I grossi paraurti neri, avvolgenti e con indicatori di direzione integrati, le furono montati con il compito di stabilire un “family feeling” con i modelli 140 e 240. "Ora la qualità Volvo la puoi trovare in tutte le taglie" recitava una pubblicità dell'epoca.
Caratteristica di queste vetture era quella di essere equipaggiate esclusivamente con una particolare trasmissione automatica denominata Variomatic, l'antenato dell'odierno CVT. Un cambio, questo, che grazie a due pulegge di diametro variabile, collegate da due cinghie, forniva un numero infinito di rapporti e una variazione continua di velocità. Altra particolarità del Variomatic era la possibilità di raggiungere la velocità massima tanto a marcia avanti quanto a marcia indietro.
Rispetto alla DAF 66, la Volvo 66 presentava alcune modifiche rivolte alla sicurezza: era dotata dei poggiatesta dal classico disegno Volvo, di un volante dal nuovo disegno, di una protezione antiruggine prima assente, di un sistema di riscaldamento più potente. 
Vennero aggiunte anche barre di rinforzo nelle portiere, cinture di sicurezza avvolgibili, parabrezza stratificato unito ad un lunotto sbrinante, un piantone dello sterzo diviso in due parti e una nuova posizione di marcia "P" nel cambio automatico (prima assente).
A livello di dotazioni offriva anche un sistema servofrenante, utile in caso di strade in discesa. Motore anteriore longitudinale, trazione posteriore, sospensioni anteriori a ruote indipendenti del tipo MacPherson e ammortizzatori idraulici, mentre posteriormente erano del tipo a Ponte De Dion con balestre e ammortizzatori idraulici.
Il tutto in una carrozzeria lunga 3,90 metri, larga 1,50 metri e alta 1,38 metri. Raggiungeva una velocità massima di 140 km/h con un consumo medio di circa 7,5 l/100 km.
Le versioni che comparivano a catalogo erano due: DL (DeLuxe) e GL (GranLuxe); si differenziavano da alcuni allestimenti interni ed esterni e principalmente dalla differente motorizzazione. La DL offriva un motore di origine Renault di 1.100 cm³ di cilindrata e aveva due soli fari anteriori, la GL era equipaggiata da un motore, sempre di origine Renault, ma di 1.300 cm³ di cilindrata, ed era caratterizzata dalla presenza di quattro proiettori anteriori. Internamente offriva in più rispetto alla versione DL una consolle centrale dove si trovava una presa accendisigari e tre alloggiamenti per strumenti disponibili su richiesta. 
Veniva offerta in due tipologie di carrozzeria: berlina 3 volumi a due porte e station wagon a due porte con portellone.
Sul finire del decennio verrà sostituita dalla Volvo Serie 300, dopo la produzione di 77.637 esemplari di berlina e 28.400 di giardinetta.